# Субарту
Субар (шумер. Su-bir4/Subar/Šubur) или Субарту (аккад. Šubartum/Subartum/ina Šú-ba-ri, ассир. mât Šubarri) — страна, упоминаемая в аккадских и ассирийских текстах. Находилась на реке Тигр, к северу от Вавилонии. Название страны также имеет форму Субари в документах из Амарнского архива или Šbr (гласные опущены) в угаритских надписях.

## Упоминания в источниках

### 3-е тысячелетие до н. э.

#### Раннединастический период
В шумерском эпосе Энмеркар и повелитель Аратты, описывающим реалии раннединастического периода, приводится перечень стран, где «смешаны языки» — в их число входят Субарту, Хамази, Шумер, Ури-ки (Аккад) и Марту (страна амореев). Аналогичным образом, в наиболее ранних упоминаниях «четырёх кварталов» вокруг Аккада упоминается Субарту, наряду с Марту, Эламом и Шумером. Субарту упоминается как провинция империи Лугальаннемунду.

#### Аккадский период
В аккадский период Саргон вёл войну против Субара. Нарам-Суэн упоминает Субар наряду с Арманум в перечне земель, находившихся под его властью.

#### Период III династии Ура
Субарту упоминается как северная и грозная страна в клинописных надписях царя Шульги (период III династии Ура). Притом из комплекса данных ясно, что в столкновениях с Субарту Ур так и не достиг ощутимого успеха. Наследник Урских царей, Ишби-Эрра из Исина силами аморейцев совершил ряд походов на север, но опять не достиг решающего успеха.

### 2-е тысячелетие до н. э.

#### Староассирийский период
Среди староассирийских источников Субарту, вместе с Арманум упоминает царь Ассирии Саргон I в одной из своих клинописей как страны, с которыми он воевал. Притом неопределенность клинописей опять-таки дает основания предполагать, что успех вовсе и не был на стороне ассирийского владыки.

#### Старовавилонский период
Среди старовавилонских источников Субарту упоминается в надписях Хаммурапи, под событиями 30, 32 и 35-х годов его царствования (1762, 1760 и 1757 года до н. э.). Из текстов Хаммурапи ясно, что Субарту поддерживал его врагов, но в конце концов потерпел поражение и вынужден был отступить. Также Субарту упоминается в «Поэме об Эрре» (IV, 132) наряду с другими странами, которые досаждали Вавилонскому царству.

#### Среднеассирийский период
Субарту фигурирует в среднеассирийских хрониках начиная с конца XIV века до н. э. Так, Адад-нирари I представляется как истребитель войска в том числе и субарейцев, а Тукульти-Нинурта I в своих титулах именуется в том числе и как царь субарейцев. Известно, что Тиглатпаласар I примерно в 1114 году до н. э. совершил против Субарту поход и номинально добился её подчинения. Походы на север пришлось вести ещё несколько раз.

#### Субарту в хеттских источниках
В хеттских источниках сведения про Субарту крайне поверхностны и запутаны, но считается вероятным что «Аззи» (Алзи) хеттских источников, который соответствует географической территории Субарту, относится именно к этой стране.

#### Субарту в египетских источниках
В трёх из четырёх документов XIV века до н. э. из Амарнского архива (переписки на аккадском языке, найденной в Египте), Субари используется как топоним. Все эти письма адресованы Эхнатону; в двух из них (EA 108 и 109) Риб-Адди, царь Библа, жалуется на то, что Абди-Аширта, правитель Амурру, продал пленников стране Субари, а ещё одно письмо (EA 100) из города Арка также упоминает передачу трофеев стране Субари.

### 1-е тысячелетие до н. э.

#### Субарту в урартских источниках
Субарту попал под власть Урарту в конце IX века до н. э. и оставался в таком качестве до первой четверти VII века, несмотря на ряд упорных восстаний.

#### Новоассирийский период
Субарту упоминается в письме Асархаддона как мятежная страна, в которой укрылись его враги. Видимо, уже тогда Субарту не было и под контролем Урарту, так как последний принял участие в экспедиции Ассирийского царя против Субарту в 674. Однако успех союзников так и не был решающим и ко второй половине века Субарту опять независим.

#### Нововавилонский период
В одном из своих клинописей Набопаласар, имея в виду события после падения Ниневии, сообщал, что совершил поход, в том числе, на Субарту и вернулся с добычей. Притом сам поход имел явно грабительский характер. В этой связи можно предполагать, что событие имело место весной 611 года до н. э.

#### Ахемениды и Субарту
Термин всё ещё использовался при Камбисе II, который упоминает в своей надписи субарских пленников.

## Гипотезы о местонахождении
По мнению большинства историков, Субарту — это раннее название собственно Ассирии на Тигре, хотя согласно ряду других теорий, Субарту могла находиться несколько восточнее, севернее или западнее. По И. М. Дьяконову, Субарту — по-видимому, области по среднему и верхнему течению Тигра и его притокам, где при Саргоне I могли ещё жить носители «бананового» языка, а также хурриты, которых аккадцы называли субареями.